# Nematocryptus leptonotus
Nematocryptus leptonotus är en stekelart som först beskrevs av Cameron 1905.  Nematocryptus leptonotus ingår i släktet Nematocryptus och familjen brokparasitsteklar. Inga underarter finns listade i Catalogue of Life.